# Abhinivesha
Abhinivesha é um termo sânscrito que significa instinto de sobrevivência.[carece de fontes?]
De acordo com o yoga clássico, instinto de sobrevivência, ou apego à vida, é uma das cinco causas do sofrimento (klesha). [carece de fontes?] Patanjali, no Yoga Sutras (II.9) observa: "O apego à vida flui pela sua própria natureza está enraizando mesmo no sábio." e Vyasa comenta: todas as criaturas têm este desejo: "não quero morrer; quero viver para sempre" Aquele que não sentiu antes o medo da morte não pode ter esse tipo de desejo. Isto demonstra a existência de nascimentos passados. Esta ansiedade aflitiva é espontânea. O medo da morte não surge da percepção direta nem da dedução nem do testemunho: ela é Antenor a tudo isso. O que leva a conclusão da existência de nascimentos anteriores. [carece de fontes?]
Recentemente, abhinivesha foi distorcido para sinônimo de ignorância (avidyâ), onde a pessoa se identifica com o corpo e se deixa levar pelo instinto de sobrevivência.[carece de fontes?]